# 伊勢原市立高部屋小学校
伊勢原市立高部屋小学校（いせはらしりつたかべやしょうがっこう）は神奈川県伊勢原市西富岡にある公立小学校。

## 沿革
出典
- 1873年-上粕屋学校・日向学校・富岡学校開設
- 1877年10月15日-日向学校・富岡学校合併
- 1886年4月9日-修業年限　尋常科４年・高等科４年
- 1892年4月1日-中郡高部屋村立尋常東小学校及び西小学校と改称
- 1902年5月19日-中郡高部屋村立尋常高等高部屋小学校となり現在地に開校（記念日）
- 1907年3月25日-修学年限  尋常科６年・高等科２年
- 1927年11月3日-本館・講堂・南館 落成
- 1941年4月1日-中郡高部屋村立高部屋国民学校と改称
- 1947年4月1日-中郡高部屋村立高部屋小学校と改称
- 1948年12月1日-学校給食開始
- 1954年
  - 5月19日-校歌制定 （作詞・勝承夫　作曲・平井康三郎）
  - 12月1日-町村合併により伊勢原町立高部屋小学校と改称
- 1960年9月30日-新給食室竣工
- 1961年10月17日-優良「こども銀行」表彰（大蔵大臣・日銀総裁）
- 1962年10月3日-学校給食優良校として文部大臣表彰
- 1963年5月9日-創立６０周年記念祝式典
- 1968年10月7日-保健体育功績表彰（日本学校体育研究連合会
- 1967年3月30日-新校舎完成（鉄筋３階建１５教室）
- 1970年
  - 7月15日-最もよい歯の学校表彰 （県教委・県歯科医師会・神奈川新聞）
  - 12月4日-健康優良学校表彰 （県教委・県学校保健連合会・朝日新聞）
- 1971年3月1日-市政施行により伊勢原市立高部屋小学校と改称
- 1972年12月28日-校地第一次買収（３．３２５㎡）
- 1973年
  - 3月26日-校地第二次買収（３．１１４㎡）
  - 6月26日-創立７０周年記念祝式典
  - 7月20日-プール竣工
- 1974年11月14日-学校保健県優良学校表彰（県教委・県保健連合会・朝日新聞）
- 1975年9月10日-県歯科保健優良表彰（県教委）
- 1976年5月19日-新校旗贈呈式　中地区健康優良学校表彰
- 1978年
  - 3月27日-増築第２期校舎完成（鉄筋３階建１８教室）
  - 3月28日-新校舎落成記念造園（ＰＴＡ）
- 1981年
  - 1月27日-全国教育美術展学校賞（県教育長）
  - 3月17日-屋内運動場竣工
- 1982年
  - 2月3日-全国美術奨励賞
  - 8月-運動場全面暗渠排水工事実施
- 1983年
  - 2月17日-愛鳥教育研究発表大会（県・市指定）
  - 11月21日-愛鳥教育全国実績発表会・文部大臣賞受賞
- 1986年11月21日-理科教育研究発表会（市指定）
- 1990年11月22日-国語教育研究発表会（市指定）
- 1993年9月26日-創立９０周年記念秋季大運動会
- 1996年11月22日-同和教育研究報告会（市指定）
- 2002年5月19日-創立１００周年記念祝式典
- 2005年11月18日-伊勢原市教育委員会委託研究  算数研究発表会
- 2006年
  - 2月2日-神奈川フィルとの競演　ｵﾘｼﾞﾅﾙｿﾝｸﾞ「高部屋に歌う風」完成
  - 7月〜9月-２期校舎(現南校舎)耐震工事
- 2007年〜9月-１期校舎(現北校舎)耐震工事
- 2008年
  - 1月〜3月-校門の銘板作り替え
  - 5月9日-２期校舎(現南校舎)職員用トイレ、児童用トイレ全面改修
- 2009年5月-百葉箱の設置
- 2010年5月-秦野会場全国植樹祭参加
- 2011年3月-ＰＴＡより体育館ステージ緞帳寄贈
- 2012年9月-創立１１０年記念秋季大運動会実施
- 2014年
  - 4月-校門の銘板作り替え
  - 8月-１期校舎(現北校舎)床等改修工事
- 2019年11月-人権教育研究報告会（市指定）
- 2020年3月-空調設備設置工事完了
- 2021年1月-屋内運動場LED工事完了
- 2022年5月-創立１２０周年記念講話・航空写真撮影

## 通学地域
出典
- 上粕屋
- 西富岡
- 日向
- 三ノ宮の一部(字上原田の一部)
- 下糟屋の一部(字渋田)

## 交通
出典
車の場合
- 国道２４６号線・市役所入り口交差点から七沢方面へ入る。東名高速道路をくぐり、しばらく道なりに進む。西富岡交差点を左折し道なりに進む。

公共交通機関の場合
- 小田急小田原線伊勢原駅下車
- 神奈川中央交通「伊勢原駅北口」バス停3番のりば
  - 伊20、伊22（日向薬師行）「高部屋小学校前」下車　料金　230円
  - 伊23（産業能率大学行）「温泉入り口」下車　料金　190円

## 進学先
出典
伊勢原市立山王中学校